# 安邦購物中心站
安邦购物中心站位於馬來西亞吉隆坡安邦路，是巴生谷格拉那再也线與布城綫的其中一个地下轻快铁车站，周围是各国大使馆聚集地。本站属于格拉那再也（旧称布特拉轻快铁）第二阶段线路，于1999年6月1日开始运营。而布城线則在2023年3月16日正式啓用。

## 车站概要

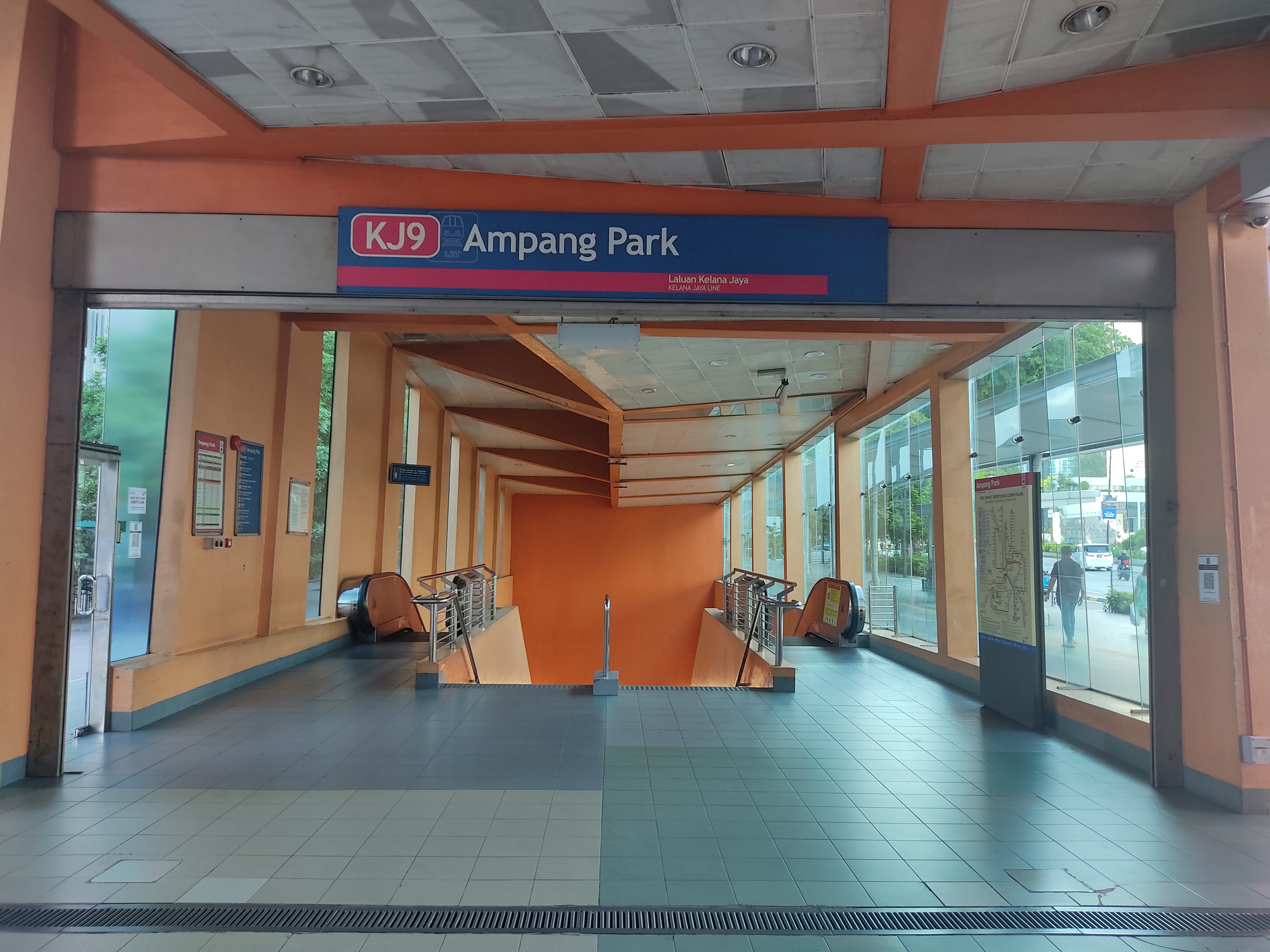
安邦购物中心站地下入口

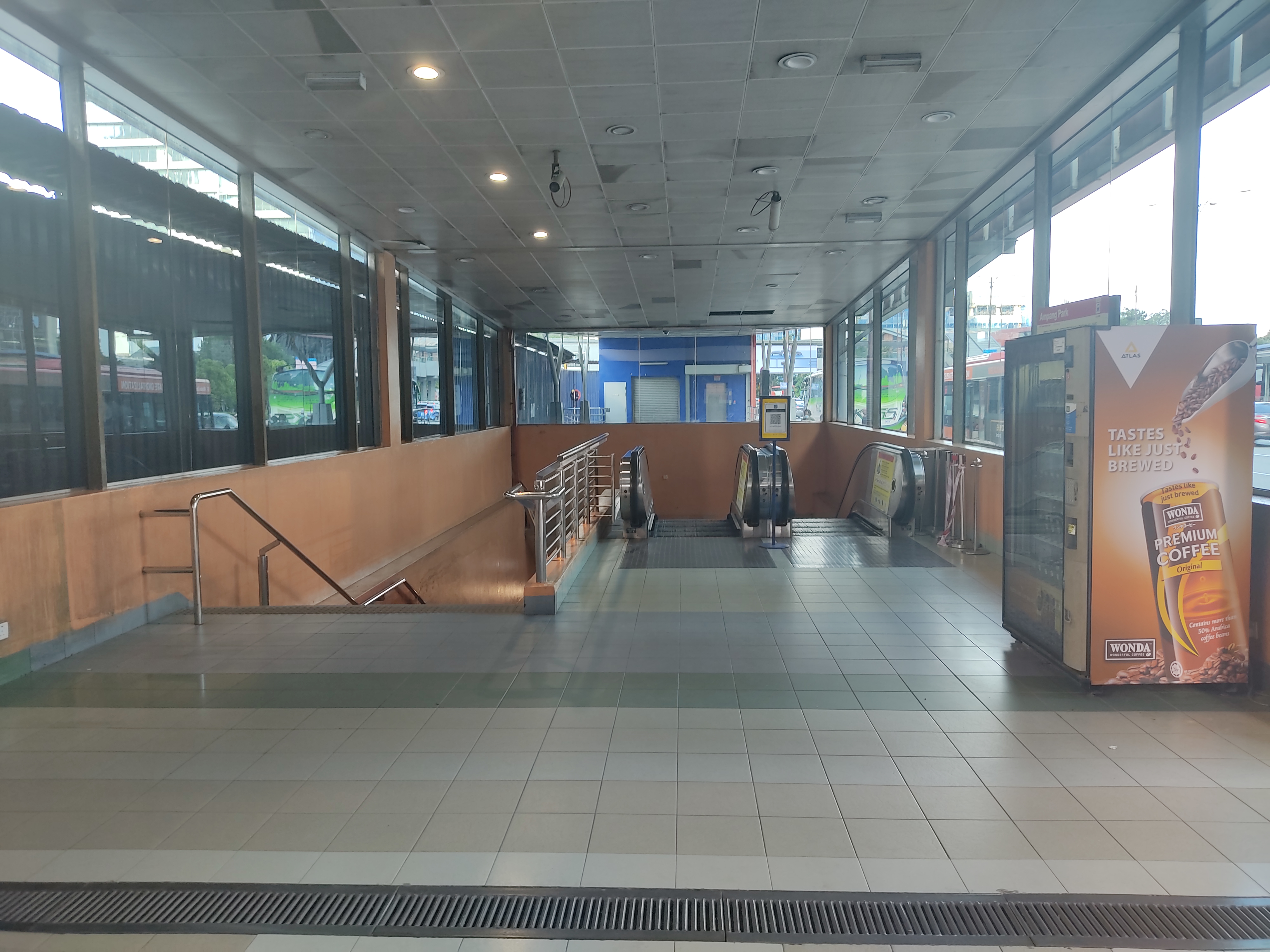
安邦购物中心站于安邦购物中心旧址前的地下入口。

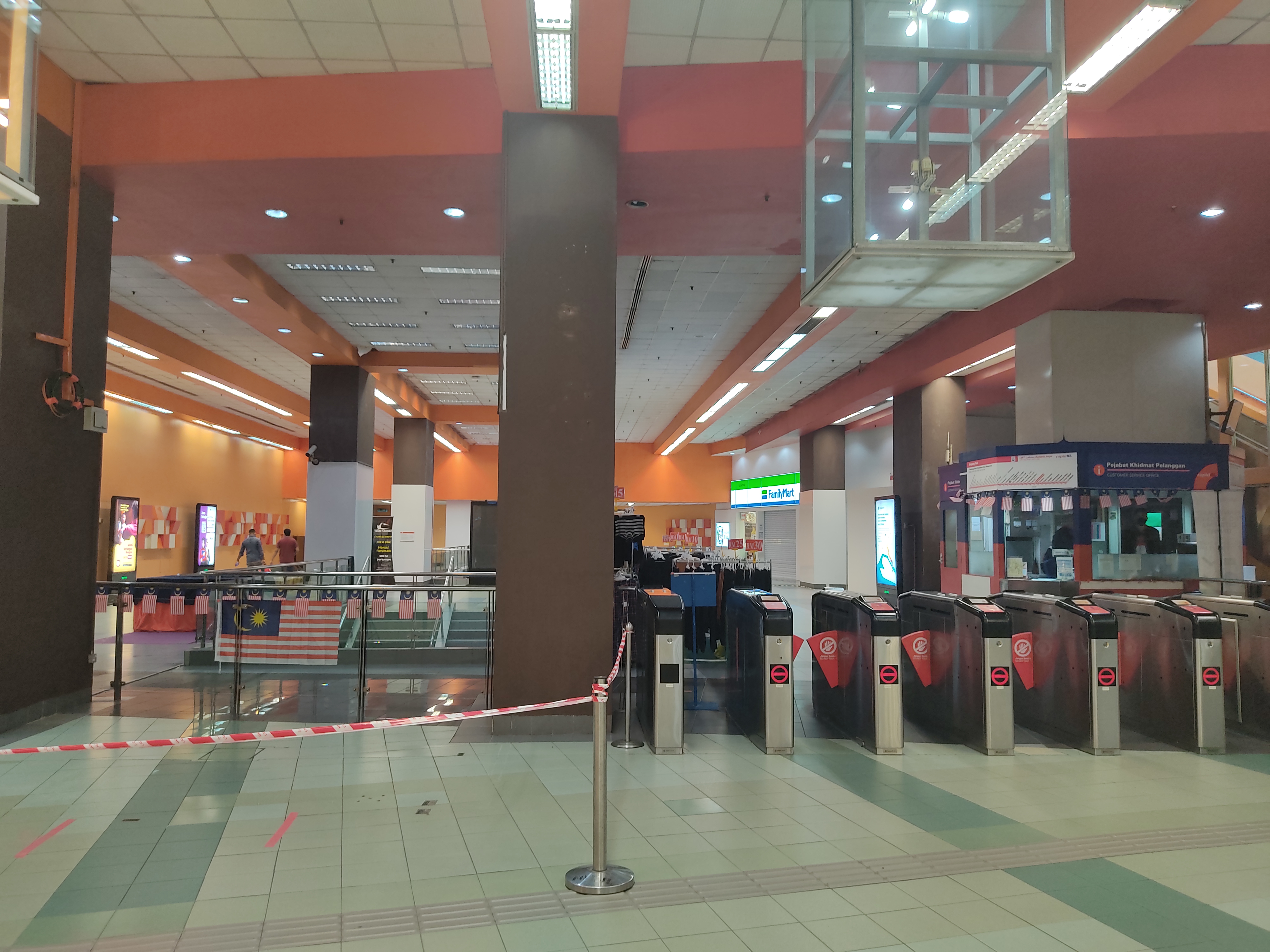
安邦购物中心站的验票闸门

本站属于5 格拉那再也线第二阶段线路，于1999年6月1日开始运营，以布特拉轻快铁（PUTRA）的第二阶段线路和从布特拉终站（现鹅唛站）至占美清真寺站的12个车站同时开放（不包括南北花园站）。安邦购物中心站位于吉隆坡安邦路靠近敦拉萨路的交接处。值得注意的是安邦购物中心站与安邦站不同，时常让外地人误以为该站位于雪兰莪州安邦。事实上它们各为两个不同的站点，安邦站属安邦线，格拉那再也线的乘客必须在占美清真寺站换乘至安邦轻快铁路线方可到达。

## 车站结构

### 格拉那再也綫
本站一共有两个地下楼层和地面层。售票處、驗票閘門及便利商店等位於地面出入口地下一楼，地下二楼為島式月台和列車軌道。此站連同其他四個地下輕快鐵站皆設有密封的高站台门。地下二楼和二楼之间有电梯衔接，而车站的每个楼层也备有楼梯和手扶梯。本站有两个入口，分别位于安邦路两侧。
| 地面     | 街道               | 计程车停靠处、巴士站、安邦路、安邦购物中心 |
| 地下一楼 | 车站大厅           | 验票闸门、自动售票机、车站控制台、便利商店 |
| 地下二楼 | 1号站台:           | 5 格拉那再也线 5往 KJ1 鹅唛 (→)            |
| 地下二楼 | 岛式站台，右側開門 |                                            |
| 地下二楼 | 2号站台:           | 5 格拉那再也线 5往 KJ37 布特拉高原 (←)     |

### 布城綫
布城綫安邦購物中心站位於原安邦購物中心（Ampang Park Shopping Centre）的地下，車站靠近安邦路(Jalan Ampang)與敦拉萨路（Jalan Tun Razak）的十字路口。
乘客在两条地铁线之间换乘时，需要从一条地铁线下车，然后重新回到地面，通過人行道走至另一個地下車站的入口继续行程。

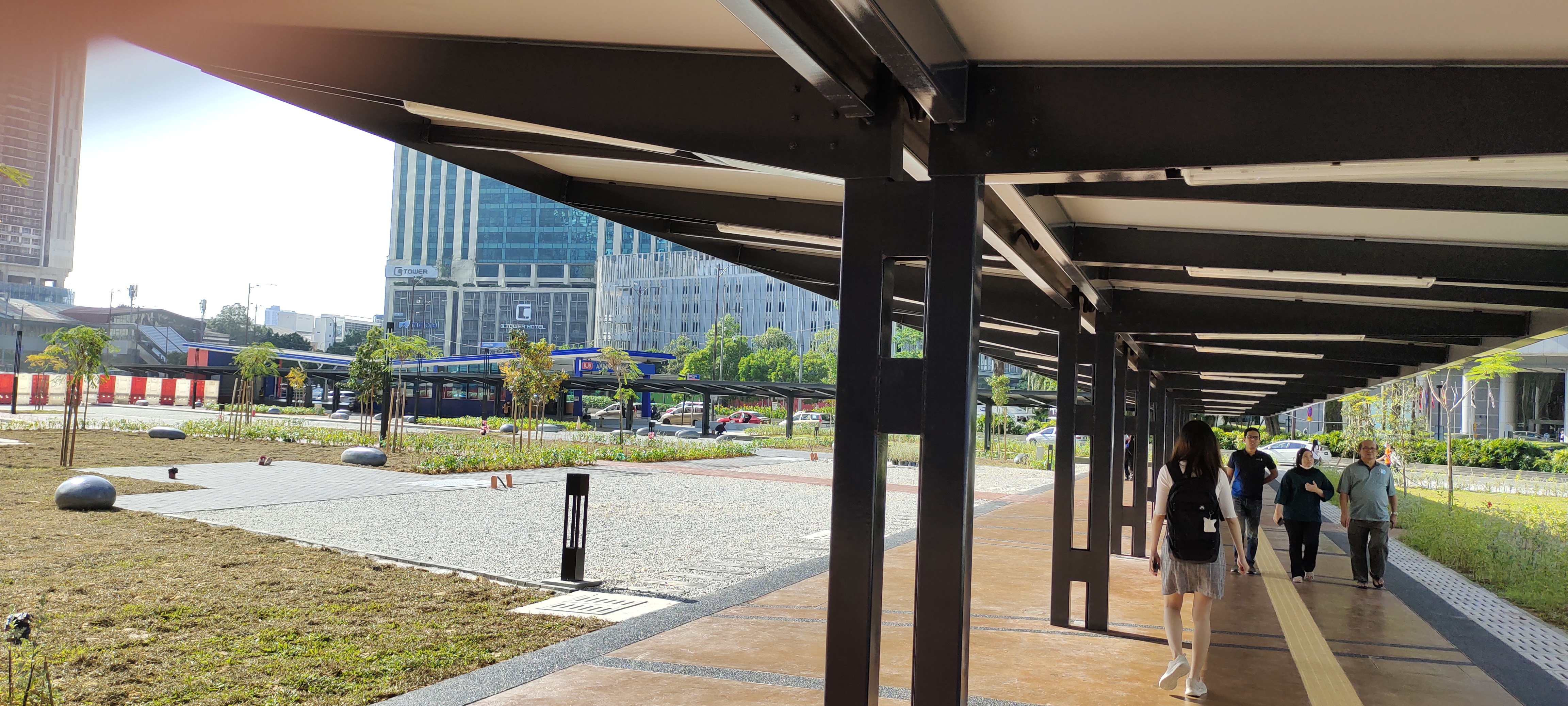
連接MRT與LRT的人行道

| G  | 街道                    | 安邦路, 格拉那再也綫安邦购物中心站                                                       |
| B1 | 大廳                    | 往返于入口、商店、自动售票机、问讯处、检票口、通往 1 号和 2 号月台的电梯的楼梯/扶梯/电梯 |
| B2 | 大廳                    | 通往 1 号和 2 号月台的自动扶梯/电梯                                                      |
| B4 | 侧式叠式站台，左側開門  | 侧式叠式站台，左側開門                                                                   |
| B4 | 1號站臺                 | 12 布城 至 PY41 布城中央車站 (→)                                                         |
| B5 | 侧式叠式站台， 右側開門 | 侧式叠式站台， 右側開門                                                                  |
| B5 | 2號站臺                 | 12 布城 至 PY01 桂莎白沙罗站 (←)                                                         |

## 服务时间
以下营运时间以官方网站为准。
| 星期一至六            | 星期日及公假 | 星期一至六 | 星期日及公假 | 星期一至六 | 星期日及公假 |       |
| 格拉那再也线          |              |            |              |            |              |       |
| 从布特拉高原 往鹅唛站 | 06:00        | 06:00      | 23:50        | 23:30      | 00:25        | 23:55 |
| 从鹅唛 往布特拉高原站 | 06:00        | 06:00      | 23:50        | 23:30      | 23:54        | 23:36 |

| 星期一至六                    | 星期日及公假 | 星期一至六 | 星期日及公假 | 星期一至六 | 星期日及公假 |       |
| 布城綫                        |              |            |              |            |              |       |
| 从桂莎白沙罗站 往布城中央车站 | 06:00        | 06:00      | 00:00        | 23:30      | 00:15        | 23:43 |
| 从布城中央车站 往桂莎白沙罗站 | 06:00        | 06:00      | 00:00        | 23:30      | 00:17        | 23:51 |

## 捷运工程風波

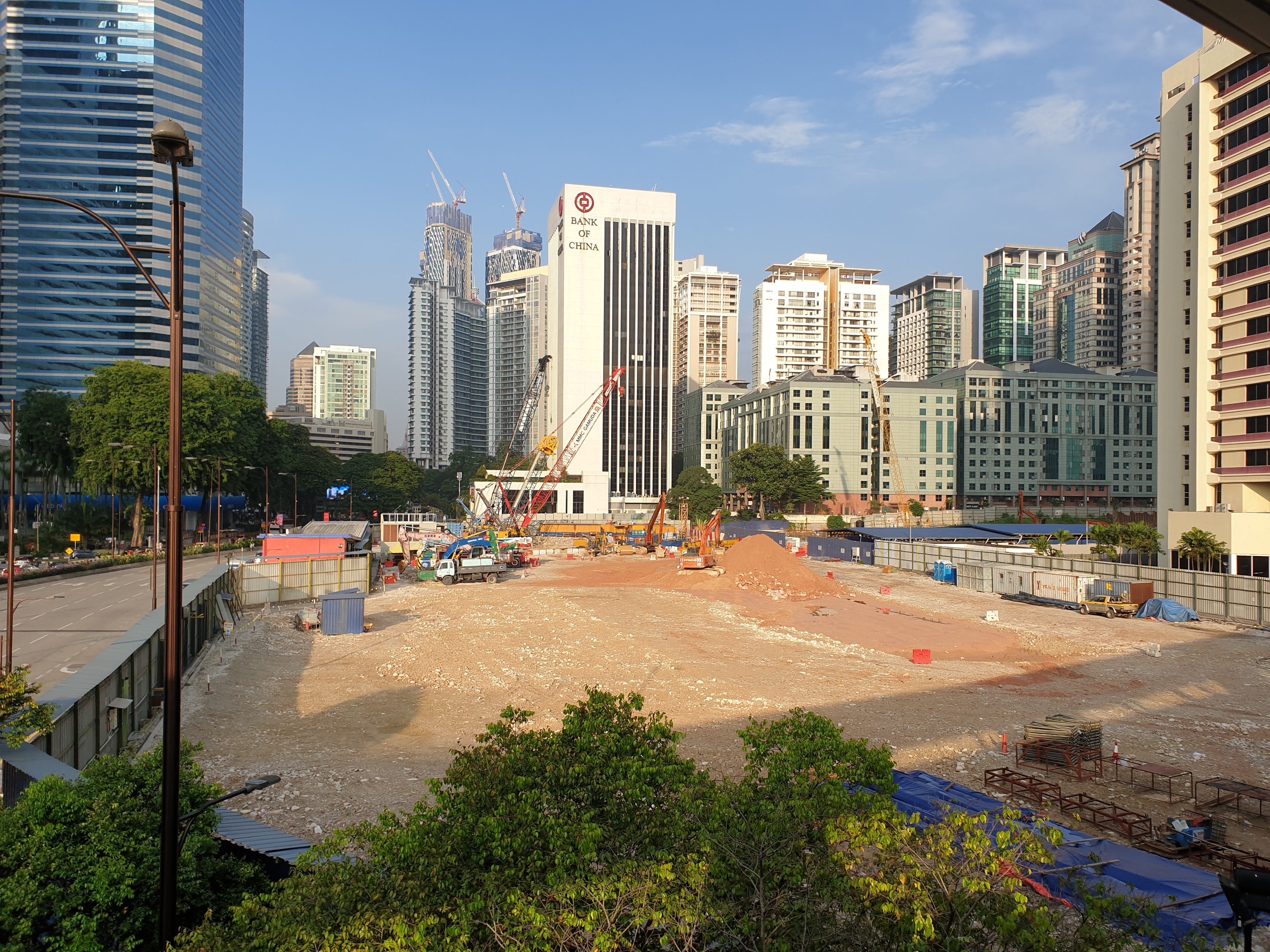
2018年11月的安邦购物中心原址，已被清空为工地以建设地下捷运站

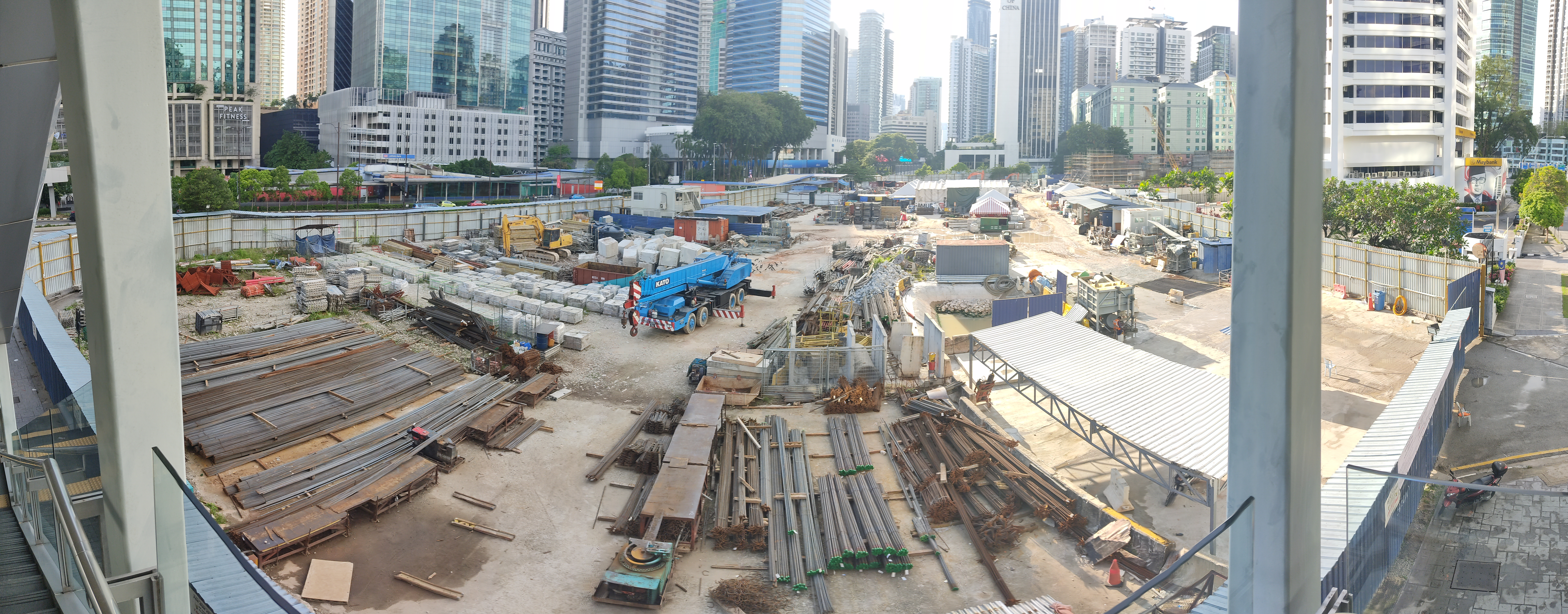
2021年10月的安邦购物中心原址，捷运工程仍在如火如荼进行中

马来西亚政府援引《1960年土地徵用法令》，要求徵用安邦购物中心的所有地段，以兴建布城线的安邦购物中心捷运站，影响超过253个商店业主个业主，而商家都拒絕接受搬遷，并告上法庭挑战政府征地计划。然而马来西亚捷运公司表示虽然目前此案尚处于上诉阶段，但是捷运第二路线（布城线）工程仍会继续进行，并表示不接受马来西亚中小型企业家协会要求捷运公司将路线更改以保留安邦购物中心。这是因为本站是捷运2号线中唯一一个衔接格拉那再也线的转换站。

## 站内换乘
虽然官方指定本站为格拉那再也线和布城线的交汇站，但由于成本削减措施，本站将被归类为转乘站，本站是格拉那再也线和布城线的唯一交汇站。

## 车站周边
- 安邦購物中心：位於本站出入口對面，是吉隆坡也是马来西亚第一间购物中心[11] ，主要商店包括服飾、珠寶、錢幣兌換商等，现已关闭。
- Ilham摩天大楼
- Intermark商场